# Afyonkarahisar (province)
Afyonkarahisar est une province (il) de Turquie. Son chef-lieu se nomme également Afyonkarahisar, mais est plus connu sous le nom d’Afyon.
Les provinces voisines sont Kütahya au nord-ouest, Uşak à l’ouest, Denizli au sud-est, Burdur au sud, Isparta au sud-est, Konya à l’est et Eskişehir au nord.

## Population
| 2000    | 2001    | 2002    | 2003    | 2004    | 2005    | 2006    | 2007    | 2008    |
| ------- | ------- | ------- | ------- | ------- | ------- | ------- | ------- | ------- |
| 696 292 | 698 029 | 698 773 | 699 193 | 699 794 | 700 502 | 701 204 | 701 572 | 697 365 |

| 2009    | 2010    | 2011    | 2012    | 2013    | 2014    | 2015    | 2016    | 2017    |
| ------- | ------- | ------- | ------- | ------- | ------- | ------- | ------- | ------- |
| 701 326 | 697 559 | 698 626 | 703 948 | 707 123 | 706 371 | 709 015 | 714 523 | 715 693 |

| 2018    | 2019    | 2020    | 2021    | 2022    | 2023    | - | - | - |
| ------- | ------- | ------- | ------- | ------- | ------- | - | - | - |
| 725 568 | 729 483 | 736 912 | 744 179 | 747 555 | 751 344 | - | - | - |

## Tourisme
- Tombes phrygiennes
- Ville d’Afyonkarahisar
- Sources thermales de Gazlıgöl (lac gazeux) et Sandıklı
- Grande mosquée (Ulu Cami)
- Mosquée (Külliye) de Gedik Ahmet Paşa (İmaret Camii)
- Musée archéologique
- Monument commémoratif de Kocatepe